# Progress (Amur)
|  | Per a altres significats, vegeu «Progress». |

Progress - Прогресс (rus) és un possiólok de l'óblast de l'Amur, a Rússia.